# Vile
Vile so večnamensko  kmetijsko orodje, in so tudi za vsak namen drugačne oblike in velikosti.
Hlevske vile imajo štiri ali pa pet rogov, ki so tesneje skupaj, tako da se lahko z njimi grabijo tudi drobnejše stvari, nasajene so na leseno držalo (štil) iz trdega hrastovega ali bukovega lesa dolžine 150–180 cm. Uporabljajo se, kot ime samo že pove, v hlevu za čiščenje gnoja, na njivi in vrtu.
Pri spravljanju sena se uporabljajo večje vile s tremi rogovi ki so precej dalši in redkejši kot pri hlevskih vilah, držalo (štil) pa je rahlo upognjeno in iz mehkega lesa. Nekoč so bile vile za spravljanje sena v celoti izdelane iz lesa, ki se jim je reklo rasohe. V srednjem veku so kmetje pri kmečkih uporih vile uporabljali tudi kot orožje.